# New Democratic Party of Canada
De Nieuwe Democratische Partij van Canada (NDP, Engels: New Democratic Party, Frans: NPD - Nouveau Parti démocratique) is een sociaaldemocratische politieke partij in Canada. De partij is lid van de Socialist International.
Op federaal niveau werd de partij geleid door Jack Layton die op 22 augustus 2011 plotseling overleed. De NDP heeft nog nooit deelgenomen aan een federaal kabinet, alhoewel ze op provinciaal niveau wel enige successen heeft geboekt. Bij federale verkiezingen in mei 2011 boekte de partij een grote zetelwinst en ging ze van 34 zetels naar 102 zetels in het Canadees Lagerhuis. Deze winst werd met name in de provincie Quebec geboekt waar de helft van haar fractie vandaan komt en ging ten koste van Bloc Québécois die terugviel naar vier zetels.

## Verkiezingen voor hetCanadees Lagerhuis, sinds 1962
| Jaar | Aantal kandidaten | Aantal zetels | Aantal stemmen | % stemmen (landelijk) |
| ---- | ----------------- | ------------- | -------------- | --------------------- |
| 1962 | 217               | 19            | 1.044.754      | 13,57%                |
| 1963 | 232               | 17            | 1.044.701      | 13.24%                |
| 1965 | 255               | 21            | 1.381.658      | 17,91%                |
| 1968 | 263               | 22            | 1.378.263      | 16,96%                |
| 1972 | 252               | 31            | 1.725.719      | 17,83%                |
| 1974 | 262               | 16            | 1.467.748      | 15,44%                |
| 1979 | 282               | 26            | 2.048.988      | 17,88%                |
| 1980 | 280               | 32            | 2.150.368      | 19,67%                |
| 1984 | 282               | 30            | 2.359.915      | 18,81%                |
| 1988 | 295               | 43            | 2.685.263      | 20,38%                |
| 1993 | 294               | 9             | 933.688        | 6,88%                 |
| 1997 | 301               | 21            | 1.434.509      | 11,05%                |
| 2000 | 298               | 13            | 1.093.748      | 8,51%                 |
| 2004 | 308               | 19            | 2.116.536      | 15,68%                |
| 2006 | 308               | 29            | 2.588.200      | 17,48%                |
| 2008 | 308               | 37            | 2.515.561      | 18,18%                |
| 2011 | 308               | 102           | 4.508.474      | 30,63%                |
| 2015 | 338               | 44            | 3.441.409      | 19,71%                |
| 2019 | 338               | 24            | 2.849.214      | 15,93%                |
| 2021 | 338               | 25            | 3.036.346      | 17,83%                |

Vertegenwoordigd in het Canadees Lagerhuis:
Bloc Québécois · Conservatieve Partij van Canada · Groene Partij van Canada · Liberale Partij van Canada · Nieuwe Democratische Partij van Canada
Voor partijen die niet in het Lagerhuis vertegenwoordigd zijn, provinciale partijen, en opgeheven partijen, zie Lijst van Canadese politieke partijen.